# Kanal von Korinth
Der Kanal von Korinth trennt bei Korinth die Halbinsel Peloponnes vom griechischen Festland. Er kann einem Schiff die Umfahrung des Peloponnes ersparen und damit den Seeweg verkürzen, zum Beispiel von Piräus nach Patras um etwa 400 Kilometer.

## Bau und Nutzung

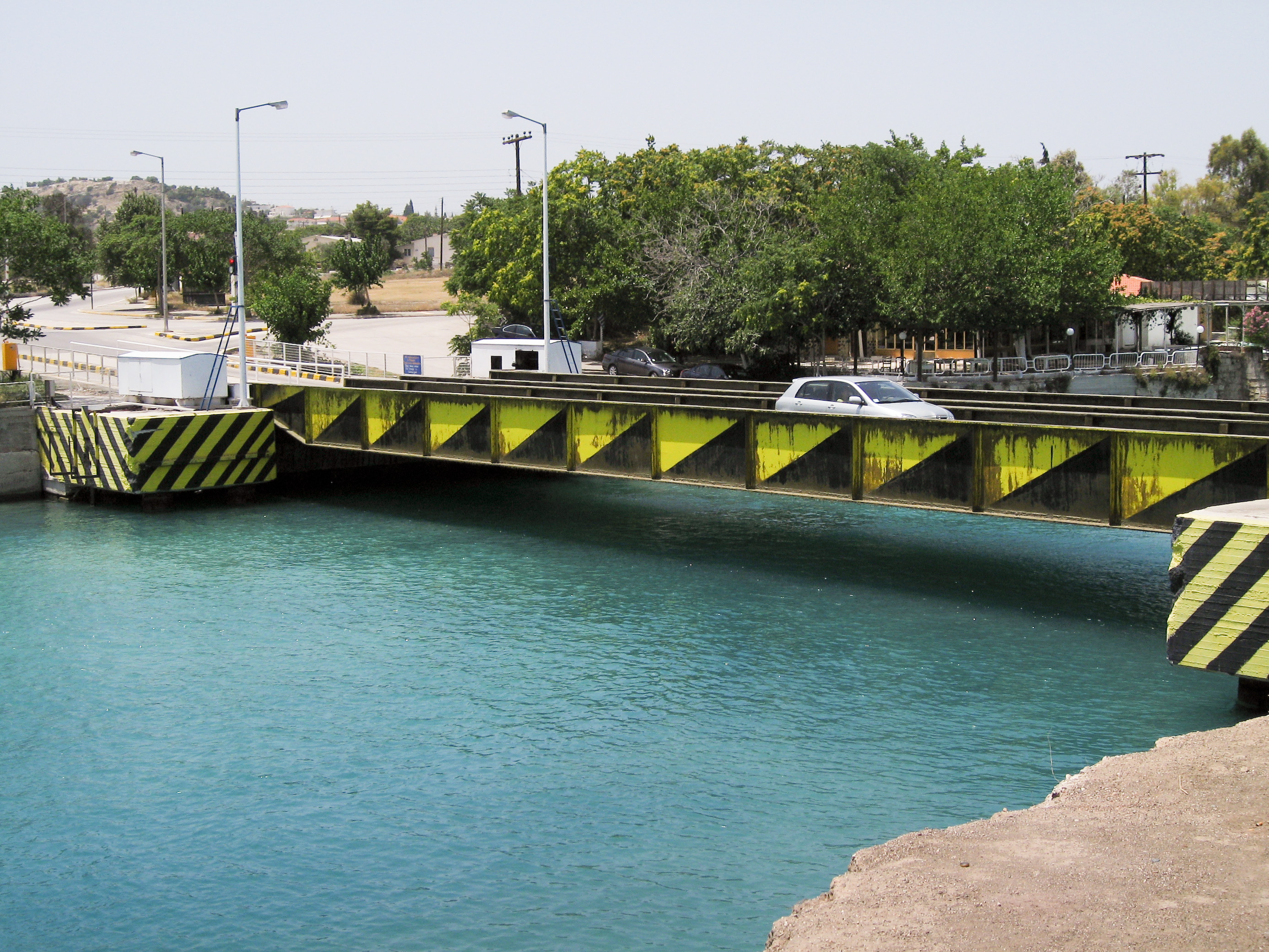
Absenkbare Brücke in Isthmia, südöstliches Kanal-Ende

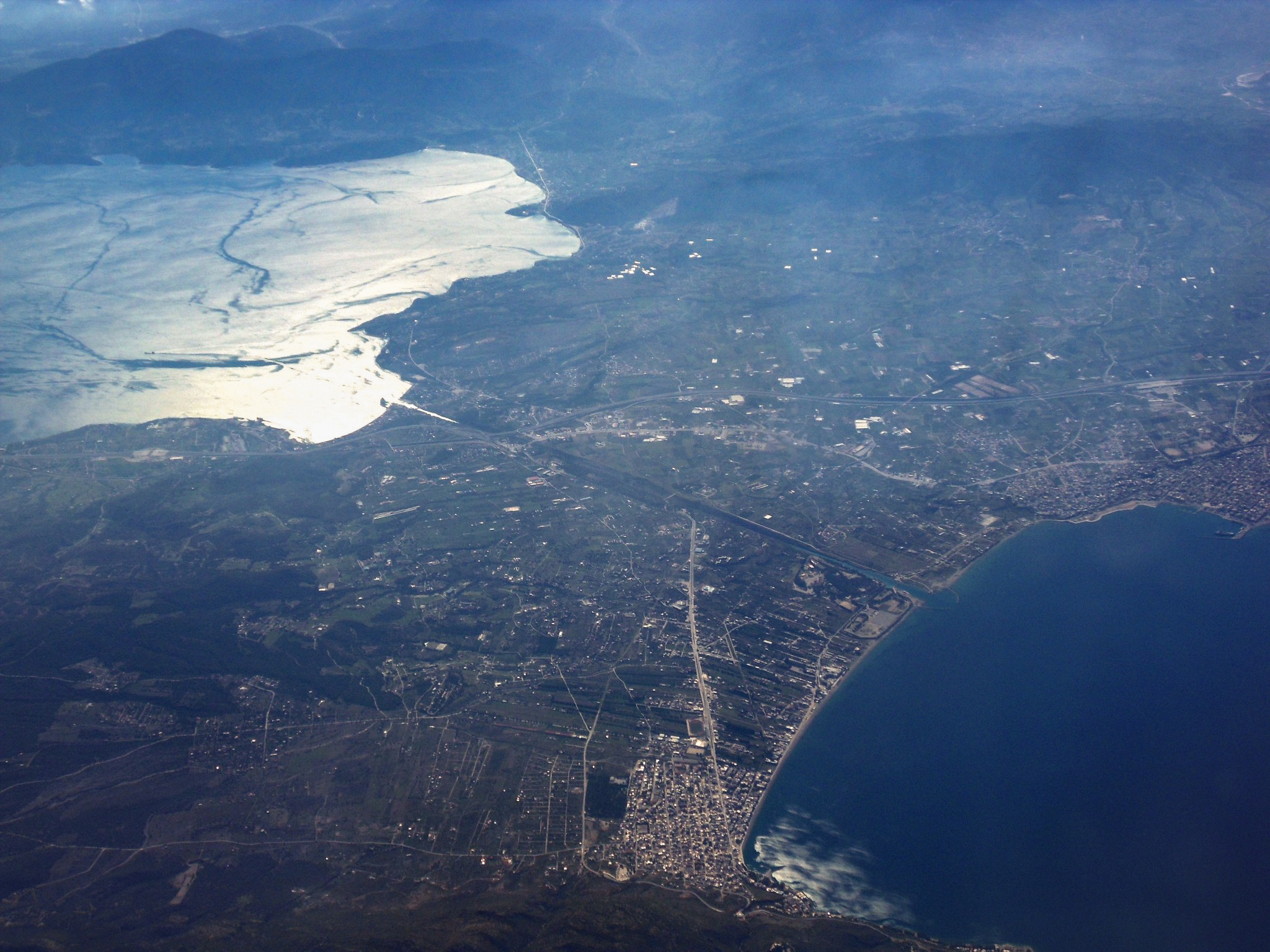
Luftbild der Kanalregion aus Norden

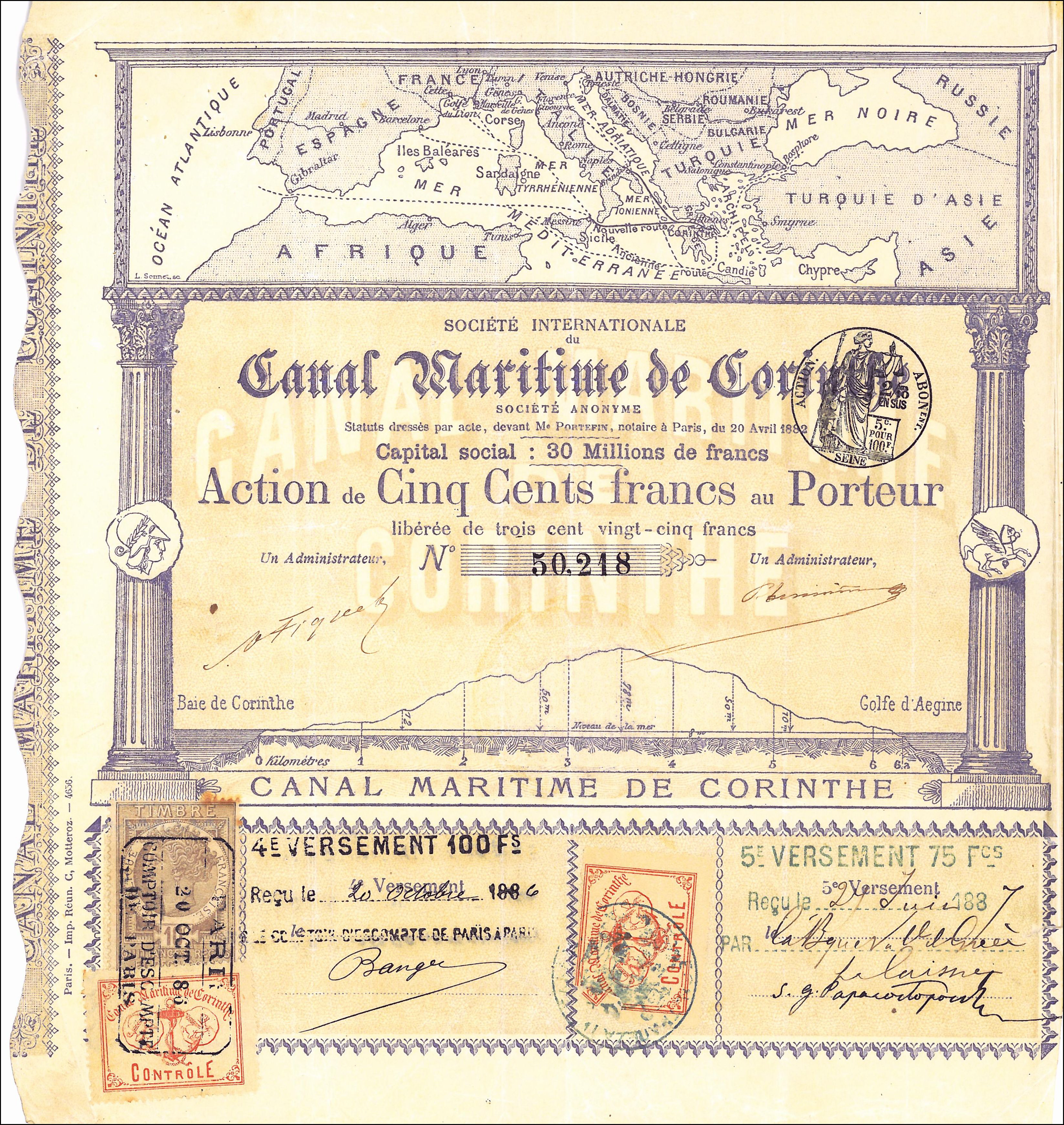
Aktie von 1882 zur Finanzierung des Kanals von Korinth

Für den in den Jahren 1881 bis 1893 gebauten, 6343 m langen Kanal wurde die fast 80 m hohe Landenge von Korinth, der Isthmus von Korinth, durchgraben. Der Bau des Kanals erfolgte unter der Aufsicht der ungarischen Ingenieure István Türr und Béla Gerster. In Erinnerung an die ungarischen Erbauer sind die beiden Steintafeln am Kanal auch auf Ungarisch beschriftet. Die Eröffnung erfolgte am 6. August 1893. Seitdem verbindet der Kanal von Korinth den Saronischen Golf mit dem Golf von Korinth. Dazu wurde bis zu 84 m in die Tiefe durch Felsgestein hindurch gearbeitet. So erreichte man eine Wassertiefe von etwa 8 m. Das Kanalbett ist im Niveau des Wasserspiegels etwa 24,6 m breit, verengt sich jedoch bis zum Grund auf ca. 21 m, während die obere lichte Weite des Geländeeinschnitts durchschnittlich 75 m beträgt. Die Steilwände am Kanal ragen in einem Winkel von 71–77° bis zu 79 m in die Höhe. Auf der Höhenlage kreuzen fünf Brücken den Kanal.
Beachtenswert sind die absenkbaren Brücken an beiden Enden des Kanals. Wenn sich ein Schiff nähert, werden sie durch ein motorengetriebenes Gestänge im Wasser des Kanals versenkt.
Durch den Kanal verkürzte sich die Weglänge zwischen den beiden wichtigen Häfen Piräus und Patras auf etwa ein Drittel: etwa 200 km anstatt vorher 600 km.

### Zerstörung 1944 und Wiederaufbau
1944 sprengte die deutsche Wehrmacht einen Teil der Steilwand und alle Brücken über den Kanal. Um einen späteren Wiederaufbau zu erschweren, wurden zusätzlich Lokomotiven und Eisenbahnwagen im Kanal versenkt und Minen platziert. Der Wiederaufbau wurde mit Hilfe des United States Army Corps of Engineers 1946 begonnen und im November 1948 abgeschlossen. Es mussten mehrere hunderttausend Tonnen Geröll beseitigt werden.

### Erdrutsche, Felsstürze und Sperren
Wiederholt rutschten Erde und Gestein von den Hängen in den Kanal und machten eine Sperrung und Räumung des Wasserwegs erforderlich.
Im Jahr 1923 stürzten 41.000 Kubikmeter Material in den Kanal, was zwei Jahre andauernde Räumungsarbeiten erforderte. In neuerer Zeit kam es im Februar und November 2018 sowie einige Tage im November 2020 zu Sperren.
Am 15. Januar 2021 wurde der Kanal wegen eines Erdrutsches gesperrt. Zur Tourismussaison 2022 von Juli bis Oktober 2022 war der Kanal geöffnet und wurde dann für weitere Wiederherstellungsarbeiten erneut geschlossen. Seit dem 1. Mai 2024 ist der Kanal wieder für die Schifffahrt geöffnet.

### Bedeutung
Der Kanal brachte zur Zeit seiner Erbauung eine Erleichterung für die Seefahrt mit sich, weil er die gefährliche Umfahrung der Peloponnes um Kap Malea ersparte. Allerdings erfüllte der Kanal von Anfang an nicht die in ihn gesetzten wirtschaftlichen Erwartungen. Im engen, tief eingeschnittenen Kanal traten häufiger starke Luftströmungen auf, und aufgrund der verschiedenen Gezeiten im Golf von Korinth und im Golf von Ägina kam es auch zu zeitweiligen starken Gezeitenströmungen. Beides erschwerte die Fahrt im Kanal. Nach Eröffnung war eine jährliche Schiffstonnage von 3,95 Millionen Tonnen erwartet worden, aber das Schiffsvolumen belief sich bis zum Jahr 1906 nur auf weniger als 0,5 Millionen Tonnen jährlich. Bis zum Vorabend des Ersten Weltkriegs stieg die Tonnage deutlich an und erreichte 1913 mit 1,5 Millionen Tonnen ein vorläufiges Maximum. Danach nahm der Schiffsverkehr auch infolge des Krieges wieder ab.
In den elf Jahren von 1990 bis 2000 wurde der Kanal von durchschnittlich 11.154 Schiffen mit einer Gesamttonnage von 4,75 Millionen pro Jahr durchfahren.
Die aktuelle wirtschaftliche Bedeutung des Kanals wird durch eine Reihe von Faktoren beschränkt:
- Die Dimensionen des Kanals erlauben nur die Passage kleinerer Schiffe. Mit Stand November 2020 dürfen Schiffe bis 17 m Breite passieren.
- Die Umfahrt der Peloponnes erfolgt jetzt auf Kursen, die weiter vor der Küste verlaufen und kürzer sind, und die stärkere Motorisierung der Schiffe verringert den Zeitgewinn durch die Nutzung des Kanals.
- Das weiche Gestein der Kanalwände bedarf einer Stabilisierung, und die südöstliche Einfahrt (am Saronischen Golf) muss dringend ausgebessert werden.

Dennoch ist das Verkehrsaufkommen im Kanal beachtlich. Bei relativ hohen Durchfahrtsgebühren (80 Euro für private Yachten bis 9 m Länge (Lüa), jeder weitere Meter 23–27 Euro (2012)) wird diese schnurgerade Wasserstraße noch von etwa 30 Schiffen täglich, also rund 11.000 Schiffen im Jahr, passiert. Ein Großteil sind Fähren und Touristenschiffe.

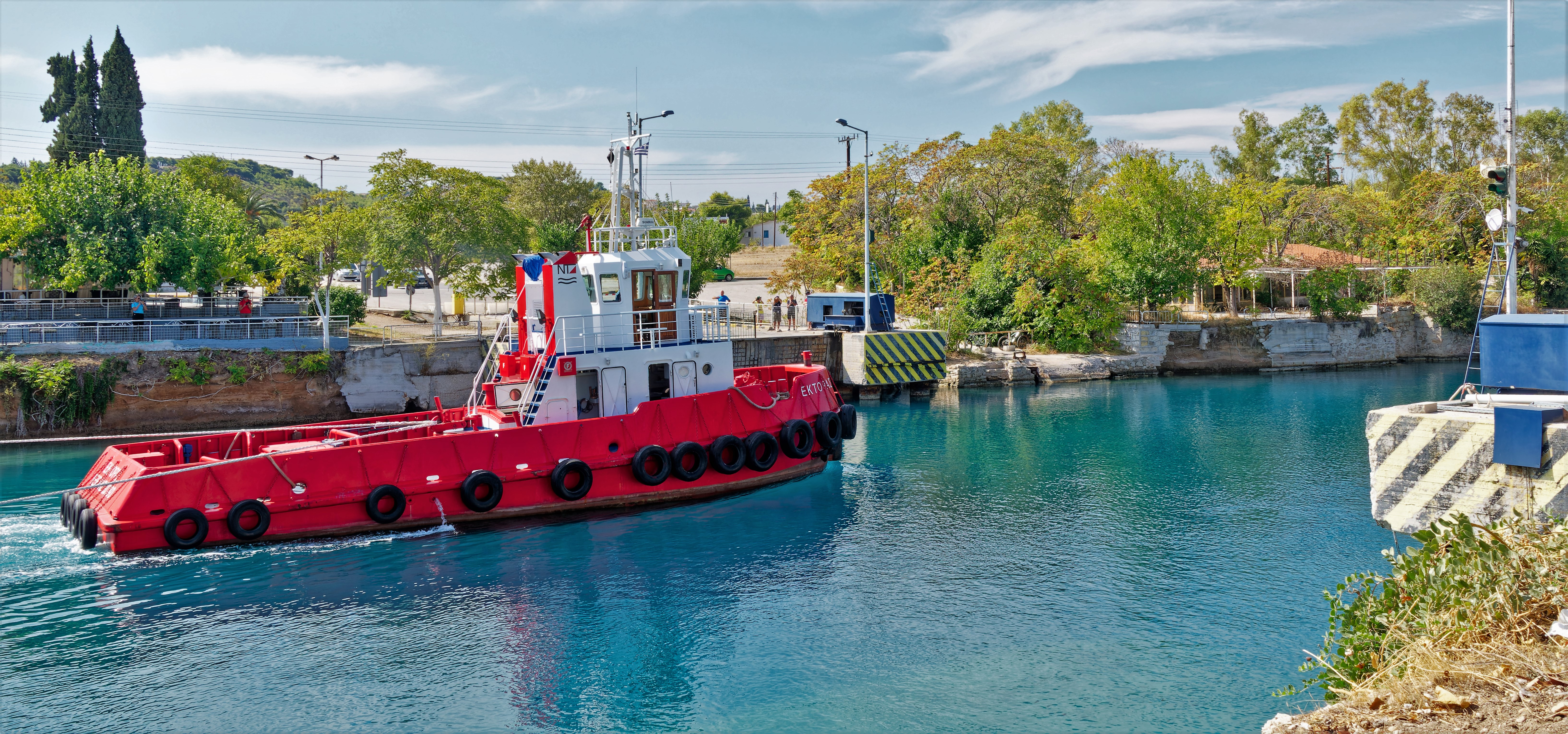
Einfahrt in den Kanal an seinem SO-Ende
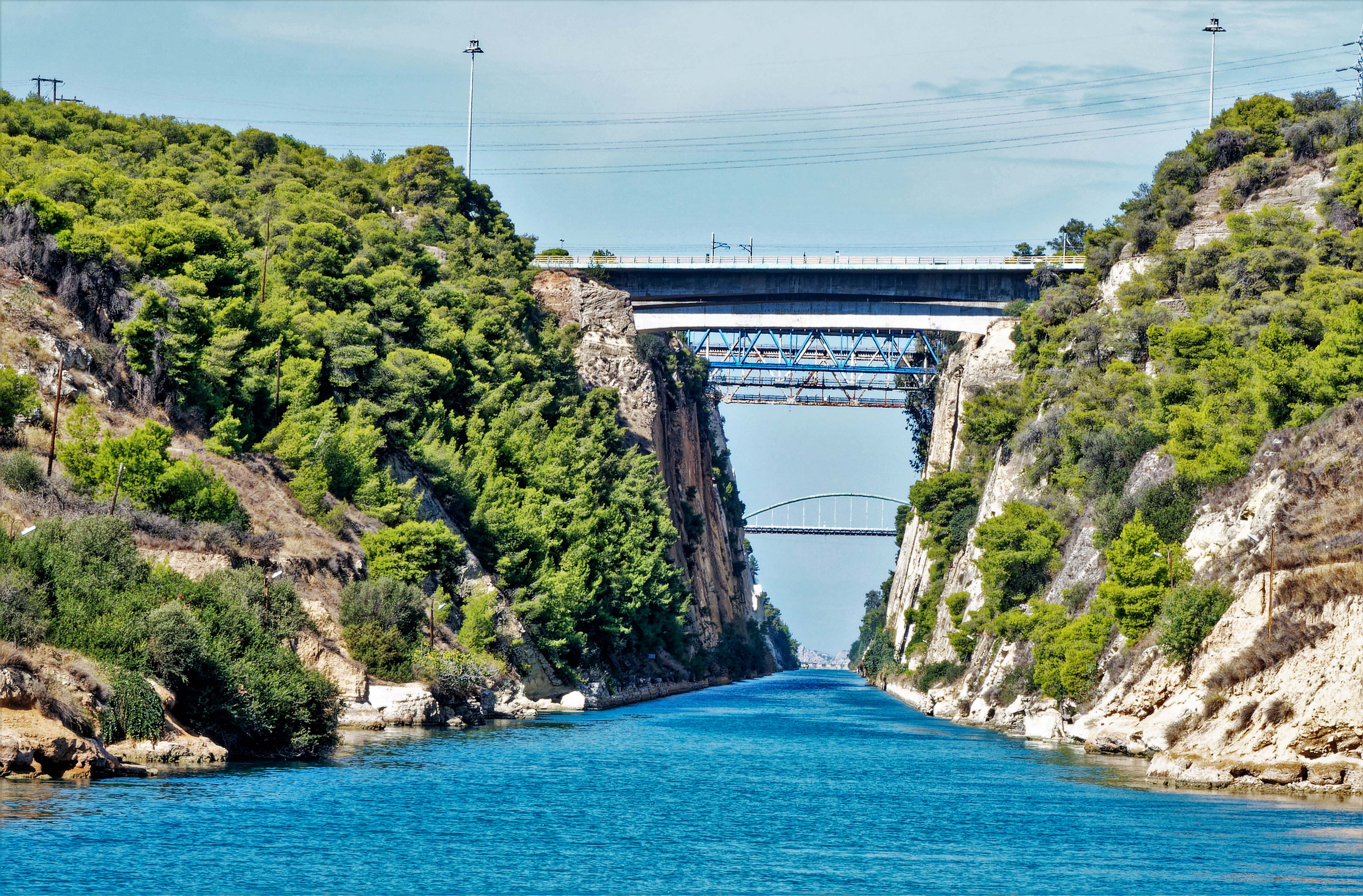
Nahe dem SO-Ende des Kanals, Richtung NW
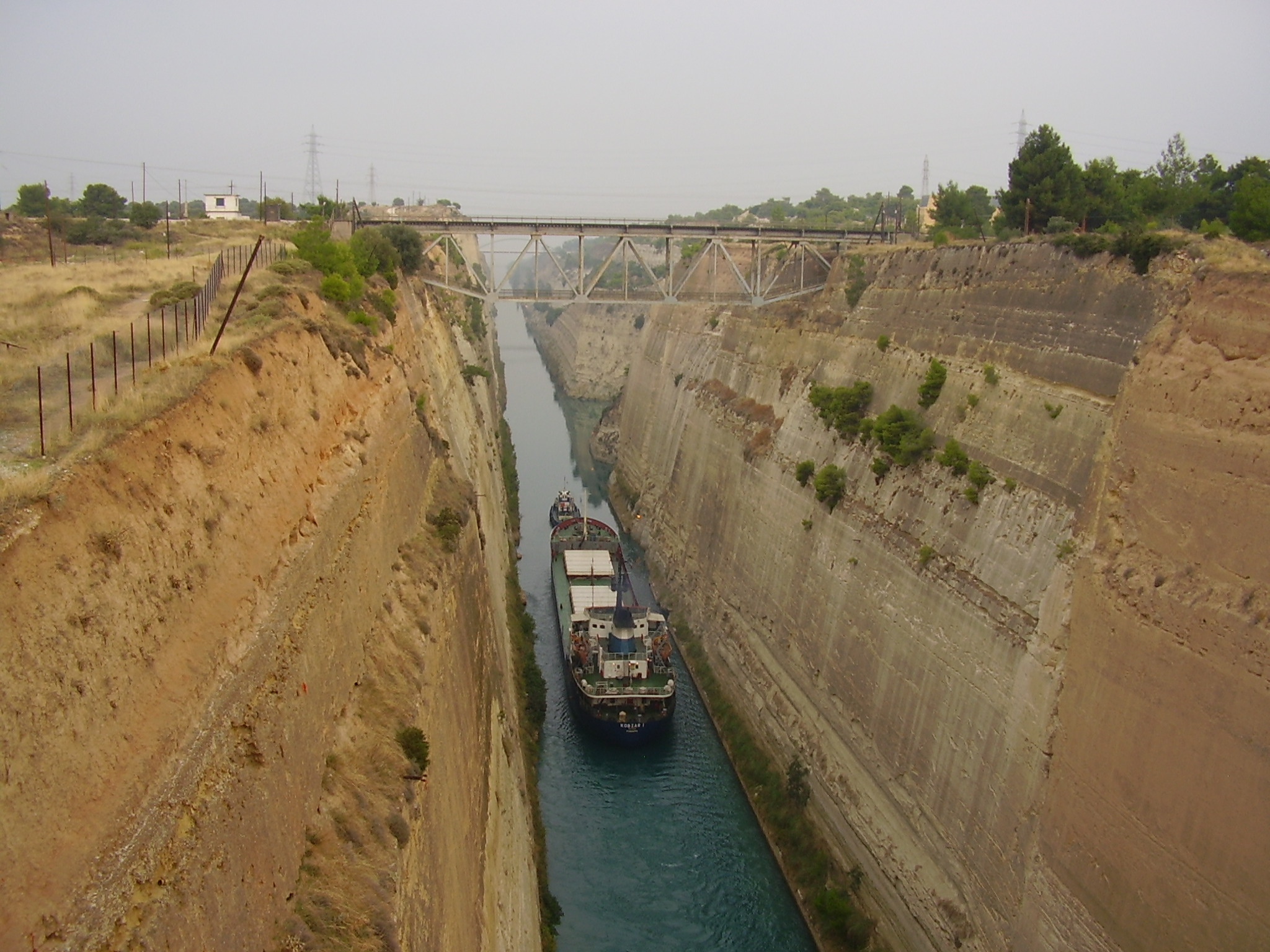
Schleppschifffahrt in Richtung NW unter alter Eisenbahnbrücke
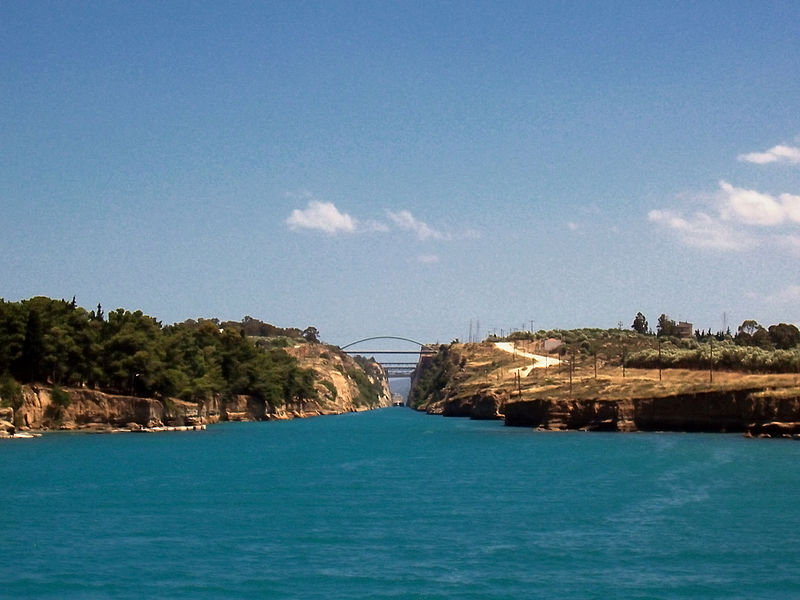
NW-Einfahrt

## Vorgeschichte
Die Idee eines Kanals von Korinth hat eine rund 2600-jährige Geschichte. Am – überlieferten – Anfang steht wohl der Tyrann Periander von Korinth. Allerdings hat er niemals einen Versuch gewagt. Stattdessen bot im 6. und 5. Jahrhundert v. Chr. ein Schiffskarrenweg, der sogenannte Diolkos, die Möglichkeit, eine Umschiffung der Halbinsel zu vermeiden.

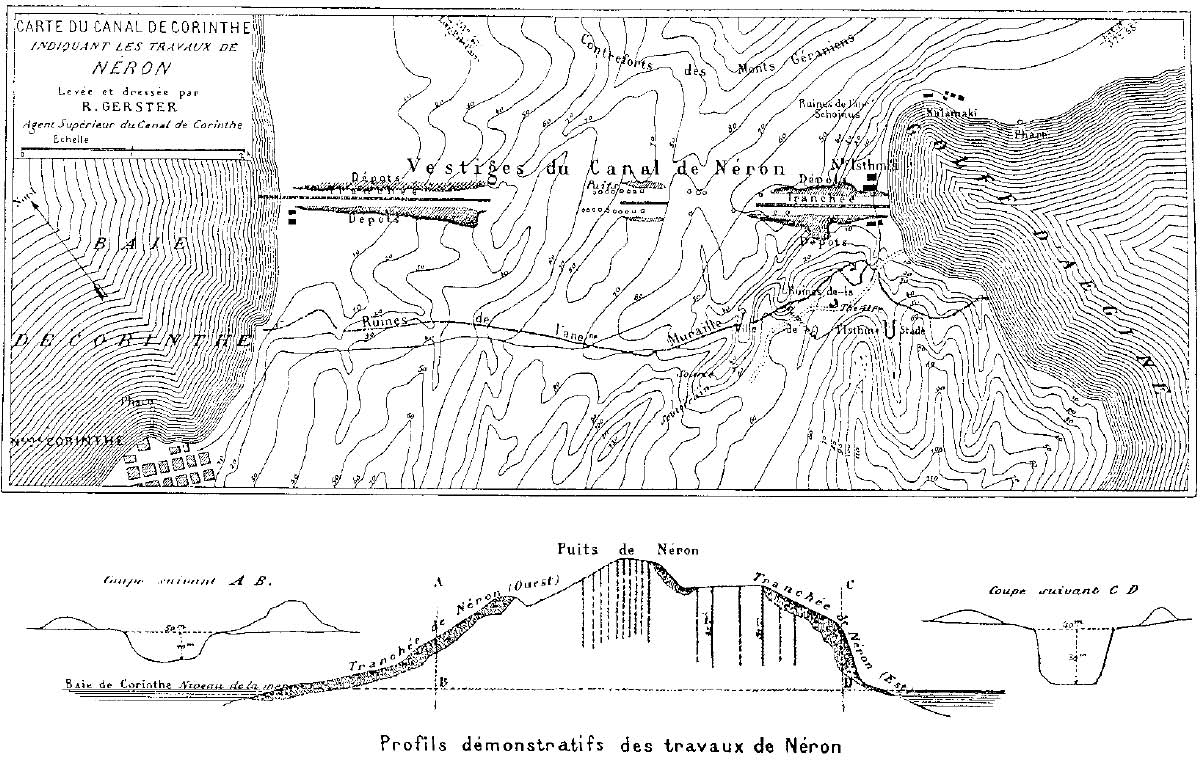
Überreste von Neros Kanalprojekt 1881

In römischer Zeit griff man den Gedanken eines Kanals zur Verbindung des Saronischen mit dem Korinthischen Golf erneut auf. Pläne wurden unter Caesar, Caligula (37–41 n. Chr.), Nero (54–68 n. Chr.) und Hadrian (117–138 n. Chr.) ausgearbeitet. Während es bei Caesar und Hadrian nur bei ersten Entwürfen blieb, gingen die Aktionen der beiden anderen römischen Kaiser weiter:
- 40 n. Chr. entsandte Caligula einige seiner Ingenieure zum Isthmus von Korinth, um konkrete Messungen durchzuführen. Allerdings war das Ergebnis niederschmetternd: Man kam zu der Überzeugung, dass der Wasserspiegel des Korinthischen Golfes um einiges höher sei als der des Saronischen Golfes, sodass bei einem Durchbruch ganz sicherlich die Insel Ägina und vielleicht sogar noch Teile von Attika überschwemmt würden. Das Projekt wurde vorsichtshalber fallen gelassen.
- 67 n. Chr. beorderte Nero mehrere tausend Arbeiter – es ist die Rede von etwa 6000 jüdischen Sklaven[20] – zum Isthmus. Angeblich[21] soll er mit einer vergoldeten Schaufel den ersten Stich gemacht haben. Der Plan sah vor, dass die Arbeiter von zwei Seiten herkommend sich zur Mitte der Landenge vorarbeiten sollten, um sich hier dann zu treffen und den endgültigen Durchbruch zu schaffen. Nach drei Monaten wurde jedoch die Arbeit eingestellt, da Nero inzwischen verstorben war und seinen Nachfolgern Galba (68 n. Chr.) und Otho (69 n. Chr.) das Projekt zu riskant und zu teuer erschien. Die Überreste wurden beim Bau des heutigen Kanals überformt und sind nicht mehr sichtbar.

Der griechische Schriftsteller Pausanias (etwa 115–180 n. Chr.) erzählt in seinem Reisebericht „Periégesis tes Hellados“ über die Versuche der vorangegangenen Kanalprojekte: „Die Landenge bei Korinth erstreckt sich auf der einen Seite bis zum großen Meer bei [der antiken Hafenstadt] Kenchreai und auf der anderen Seite bis zu dem [Korinthischen] Golf bei [der antiken Hafenstadt] Lechaion. Dadurch wird das darinnen liegende Land zum Festland. Diejenigen, die jedoch versuchten, die Peloponnes zur Insel zu machen, haben den Versuch des Durchgrabens des Isthmus immer wieder vorher eingestellt. Und an den Stellen, an denen sie es versuchten, sind ihre Versuche noch sichtbar. Bis zum eigentlichen Fels sind sie jedoch nie gekommen, und so ist das Land nach wie vor noch Festland, wie es eben von Natur aus ist.“ (Buch 2, 1, 5 – freie Übertragung aus dem griechischen Original)
Nach den gescheiterten Bemühungen der Antike erwogen erst die Venezianer wieder, den Isthmus zu durchstechen, um ihre Möglichkeiten als Händler im griechischen Gebiet zu verbessern. Allerdings gaben auch sie diese Pläne angesichts der zu bewältigenden Felsmassen auf.
Erst im 19. Jahrhundert mit seinen Errungenschaften der Industrialisierung, insbesondere der Erfindung des Dynamits (1866) und der Sprenggelatine (1876) durch Alfred Nobel, wurde es möglich, den alten Traum des Durchstichs des Isthmus zu realisieren. Der Bankier Andreas Syngros stiftete hierzu einen Großteil der Baukosten.

## Resonanz in der Öffentlichkeit

### Filme
- John Fernhout (John Ferno) drehte für RCA Records 1950 einen Kurzfilm über den Wiederaufbau.
- Claude Chabrol setzte mit dem Film Die Straße von Korinth dem Griechenland der 1960er Jahre ein filmisches Denkmal.

### Der Kanalsprung
Am 8. April 2010 übersprang der australische Freestyle-Motocross-Fahrer Robbie Maddison mit seinem Geländemotorrad, einer Honda CR 500, den Kanal von Korinth. Nachdem sein Motorrad auf einer 400 m langen Anlaufstrecke auf eine Geschwindigkeit von 125 km/h beschleunigt hatte, hob er mit diesem an einer Rampe (Sprungschanze) 80 m über dem Wasserspiegel des Kanals ab und landete sicher auf dem Abhang des 85 m entfernten Landehügels auf der anderen Seite. Der höchste Bahnpunkt lag bei über 95 m. Hunderte Schaulustige beobachteten das Spektakel.